# Польковицький повіт
Польковицький повіт (пол. powiat polkowicki) — один з 26 земських повітів Нижньосілезького воєводства Польщі.
Утворений 1 січня 1999 року в результаті адміністративної реформи.

## Загальні дані
Повіт знаходиться у північній частині воєводства.
Адміністративний центр — місто Польковіце.
Станом на 1.01.2008 населення становить 61 331 осіб, площа 779,46 км².

## Демографія
Демографічні дані повіту станом на 30.06.2005:
|       | Всього | Всього | Жінки  | Жінки | Чоловіки | Чоловіки |
| ----- | ------ | ------ | ------ | ----- | -------- | -------- |
|       | осіб   | %      | осіб   | %     | осіб     | %        |
| Повіт | 61 024 | 100    | 30 753 | 50,4  | 30 271   | 49,6     |
| Міста | 37 070 | 100    | 18 868 | 50,9  | 18 202   | 49,1     |
| Села  | 23 954 | 100    | 11 885 | 49,6  | 12 069   | 50,4     |